# Venus Milos förlorade armar

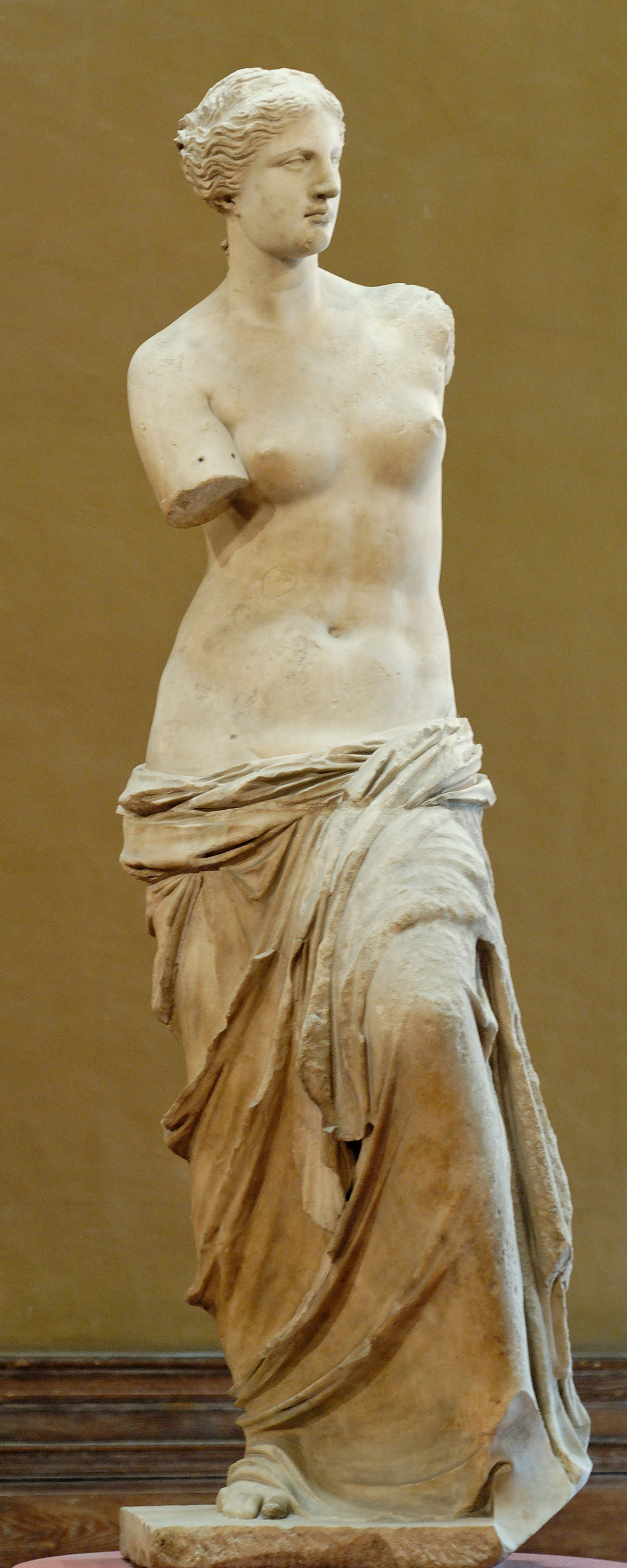
Venus från Milo.

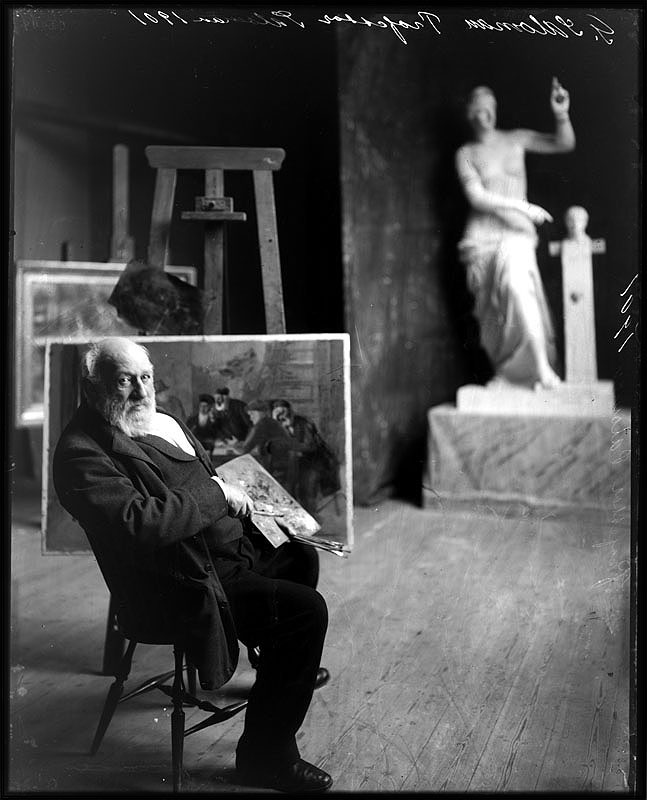
Geskel Saloman i sin ateljé, med kompletterad Venus de Milo-skulptur i bakgrunden, 1901.

Venus Milos förlorade armar var en fråga som sysselsatte konstnärer under 1800-talet. Skulpturen Venus från Milo är 204 centimeter hög och dateras till mellan 150 och 100 före vår tideräkning, möjligen skapad av Alexandros från Antiochia. Förutom de bägge armarna saknas gudinnans vänsterfot och en del av sockeln. Venusskulpturen påträffades i april 1820 på den grekiska ön Melos i Egeiska havet och finns idag på Louvren i Paris i Frankrike.

## Upptäckt
De exakta omständigheterna vid fyndet är inte helt klara. Enligt en version hade den franske marinofficeren Olivier Voutier, vars fartyg ankrat i Melos hamn, letat efter lämningar i marken vid ruinerna efter den antika teatern. Han fick då ett tips av en bonde, som använt material i en mur för att skaffa byggnadsmaterial, om att han hittat något i muren, vilket visade sig vara den övre delen av en skulptur. Voutier och bonden grävde fram dess undre del i närheten. Voutier informerade sina befäl om upptäckten och fransmännen lade beslag på fyndet för ett måttligt belopp.
Enligt en annan historia hittades Venus av en bonde, varefter efter en tid oenighet skulle ha uppstått om den skulle överlämnas till de turkiska myndigheterna eller förvärvas av fransmännen. Beträffande de saknade armarna har det sedan länge cirkulerat en obelagd historia om att de skulle ha brutits av 1820 under ett slagsmål på Melos strand mellan franska och turkiska sjömän. Andra uppgifter finns om att åtminstone en av armarna fanns vid upptäckten. Dessutom har en bit av sockeln med inhuggen text försvunnit efter att verket kom till Louvren.
Venus från Milo anlände till Frankrike 1821 och överlämnades som gåva till kung Ludvig XVIII, som i sin tur gav den till Louvren. Vid denna tid hade Louvren förlorat många antika konstverk, varför Venus från Milo mottogs med stort intresse.

## Diskussion om armarna
Skulpturen saknar armar, vilket gör att den framtonar som en passiv figur. Detta faktum, upplevde man under 1800-talet, skänkte verket en mystisk aura. Det finns ett antal teckningar från tiden där armar och händer adderats till skulpturen. Bland dem som deltog i denna konstnärliga diskussion var den dansk-svenske målaren och tecknaren Geskel Saloman.
På Louvren restaurerades skulpturen med ny vänsterfot och ny sockel. Félix Ravaisson-Mollien, intendent för antik konst på Louvren 1870–1900, föreslog 1871 i boken Venus de Milo att skulpturen ursprungligen varit del i en skulpturgrupp där kärleksgudinnan haft sällskap av krigsguden Ares. Intendenten lät  göra gipsskulpturer som gestaltade denna idé. 
En annan inflytelserik tolkning gjordes 1895 av Adolf Furtwängler, chef för Glyptoteket i München. Han tänkte sig figurens vänsterarm vilande mot en kolonn, och handen hållande ett äpple och vidare att högerhanden griper om tygstycket som virats om underkroppen. 
Ett förslag anger att gudinnan lutar sig mot en kolonn och räcker fram ett äpple åt en duva, ett annat att hon betraktar sig själv i en spegel och samtidigt justerar håret. I ett annat förslag, som påminner om Venus från Capua, skriver gudinnan något på en sköld som vilar på mot hennes vänsterknä. Charles de Clarac, intendent på Louvren, såg Venus som hållande en sköld i bägge händerna, i likhet med Den bevingade segergudinnan från Brescia.  
Den amerikanska professorn i arkeologi Elizabeth Wayland Barber (född 1940) föreslår att figuren spinner garn, en syssla som under grekisk antik förknippades med prostituerade – vilket stärker Wayland Barbers argument för att skulpturen är ett porträtt av en prostituerad kvinna.

## Bildgalleri

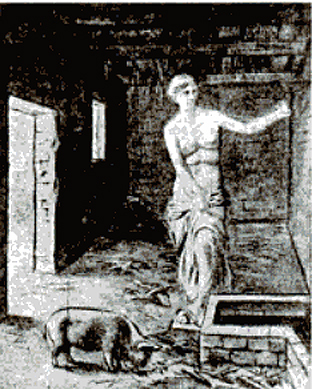
Anonym teckning från 1820, med tänkta armar
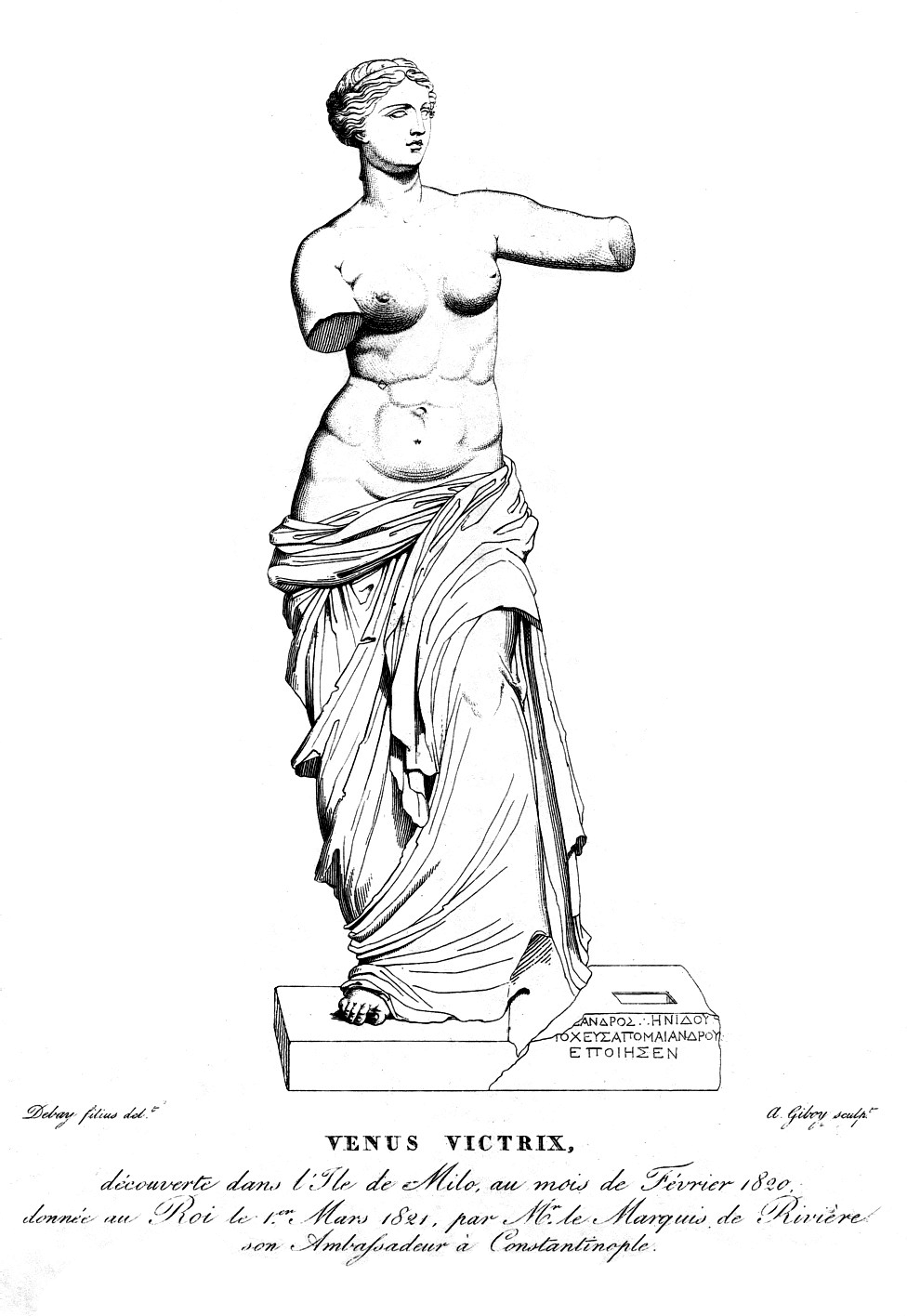
Gravyr av Alexandre Giboy från 1821, baserad på en teckning av Auguste-Hyacinthe Debay på Louvren. Här syns den numer försvunna delen av sockeln.
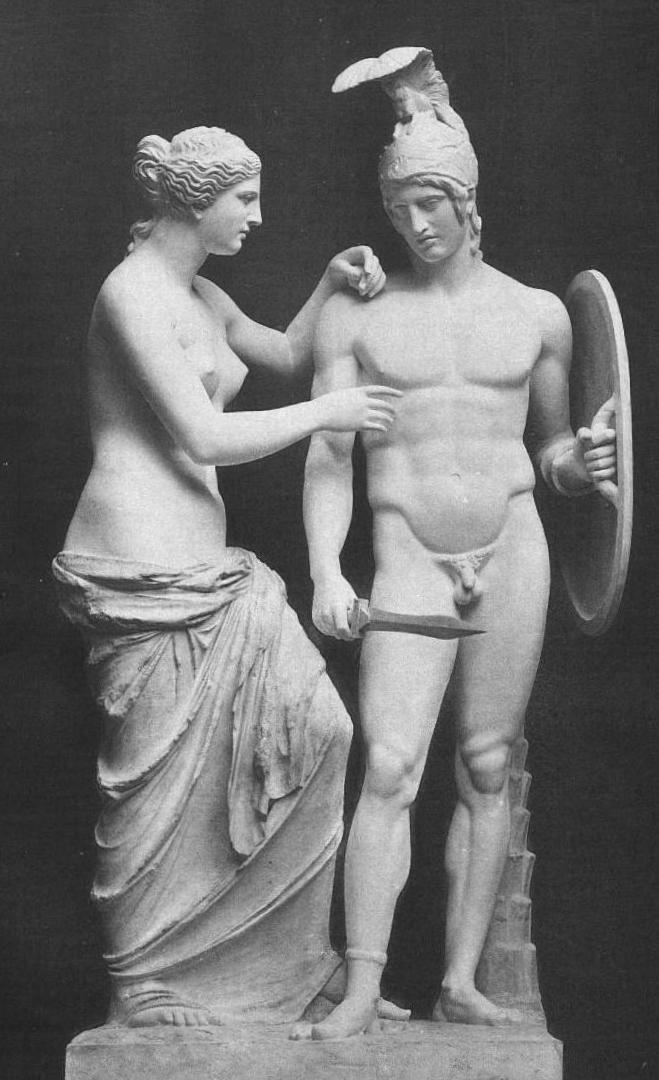
Återskapande i gips av Venus och Ares av Félix Ravaisson-Mollien
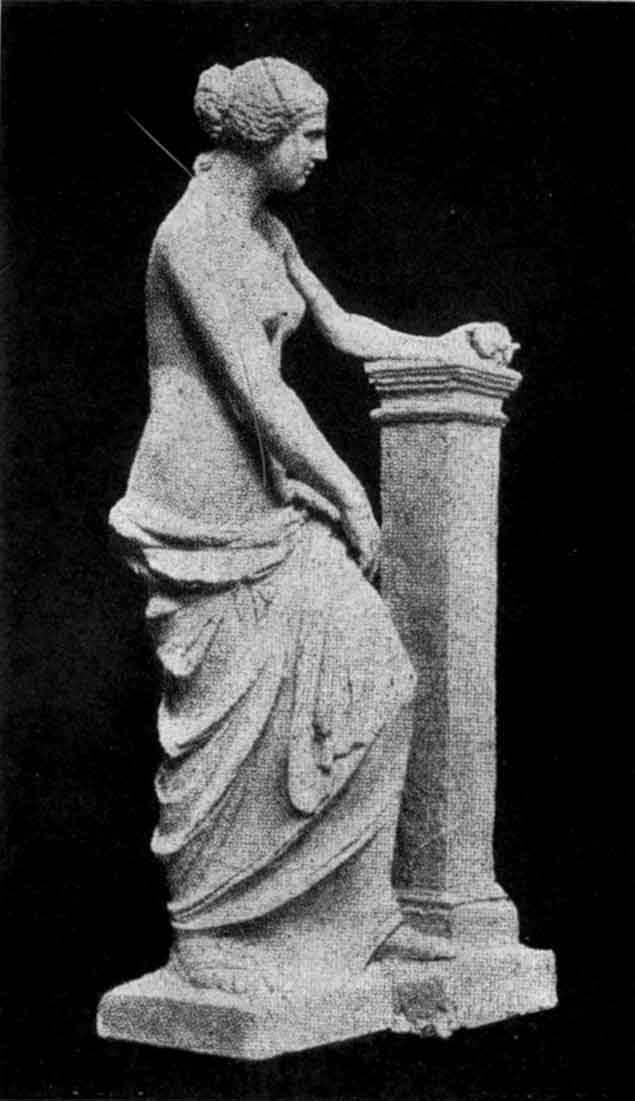
En Venus de Milo-figur skapad 1916 efter av Adolf Furtwänglers teckning från 1893.
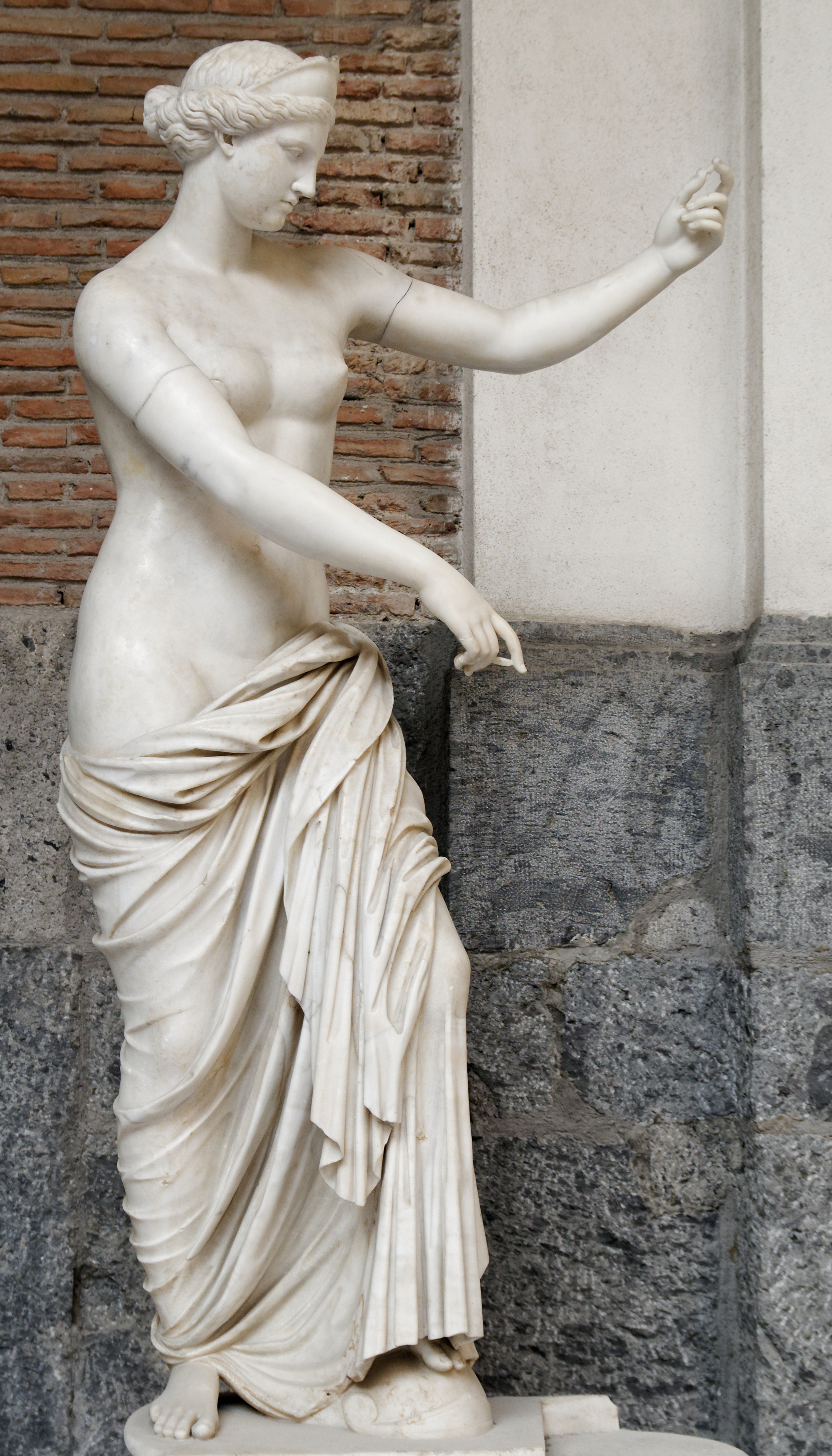
Venus Capua, Venus som speglar sig i Ares sköld.